# 喬納森·夏皮羅
喬納森·夏皮羅（英語：Jonathan Shapiro，1958年10月27日—），是一位南非政治漫畫家，藝名Zapiro，他的作品出現在眾多南非出版物中，並多次在國際上展出。他是英國魔術師大衛·貝格拉斯的侄子，也是馬文魔術總監馬文·貝格拉斯的堂兄。

## 早年生活
喬納森·夏皮羅出生於開普敦，父母分別為葛森·夏皮羅和加比·夏皮羅。
夏皮羅於開普敦大學學習建築學，但後發現興趣不合而轉學習美術。大學畢業後至南非防衛軍（今南非國防軍）陸軍服義務役，服役期間其堅決攜帶武器。
1983年，投身反對種族隔離運動並加入聯合民主陣線，隨後遭以非法集會罪名逮捕，且遭軍事情治人員監視。夏皮羅積極參與反對徵兵運動組織，並為該組織設計了標誌。退伍後成功申請到傅爾布萊特計畫的獎學金，並至美國紐約視覺藝術學院深造兩年，學習漫畫。
「Zapiro」的藝名取自一位名為馬丁·扎皮羅（Martin Szapiro）的高中同學，兩人於就讀榮德波茨男子高級中學間相識，該同學綽號為「Zap」。之後馬丁不幸在一次登山活動中意外身亡，夏皮羅為紀念他而將自己的藝名取為「Zapiro」。
夏皮羅所創的第一位漫畫角色名為「Preppy」，該角色的特點為其瀏海造型，並以校園事務為主題。

## 作品
夏皮羅已出版共25本年度漫畫集：
- 《馬迪巴的往年》（The Madiba Years），1996年。（Madiba為南非人民對納爾遜·曼德拉的暱稱，為父親之意。）
- 《洞的真相》（The Hole Truth），1997年。
- 《第一部分結束》（End of Part One），1998年。
- 《呼叫外送員先生》（Call Mr. Delivery），1999年。
- 《惡魔讓我這麼做！》（The Devil Made Me Do It!），2000年。

## 外部連結
- Zapiro's official website
- M&G Zapiro Archive（页面存档备份，存于）
- Zapiro on the Sunday Times website.
- Unofficial Zapiro meta-archive
- Zapiro profile and cartoons at Africartoons.com
- Zapiro profile at Cartoonist.co.za
- Zapiro Unofficially
- IOL report（页面存档备份，存于）
- Zapiro cartoon leaves ANC fuming（页面存档备份，存于）
- Zapiro – The Mandela files
- Interview with Zapiro